# Balsta
Balsta är en bebyggelse nordost om Stenkvista kyrka i Stenkvista socken i Eskilstuna kommun. Från 2023 avgränsar SCB här en småort.